# Zhuangxiang
Król Zhuangxiang z państwa Qin (chiń.: 庄襄, imię prywatne: Zichu, chiń.: 子楚) – władca Qin w latach 249-247 p.n.e.; ojciec Zhenga, przyszłego Pierwszego Cesarza Chin. 
Był synem następcy tronu w państwie Qin, księcia An Guo Juna oraz konkubiny Xiaju. Ponieważ konkubina ta nie cieszyła się wielką przychylnością księcia, jej syn został wysłany jako zakładnik do Handanu, stolicy państwa Zhao. Ponieważ prowadziło ono konflikt z Qinem, Zichu nie był tam dobrze traktowany. 
W Handanie Zichu zaprzyjaźnił się z Lü Buweiem, bogatym kupcem. W jego domu poznał konkubinę, z którą spłodził męskiego potomka. Według Sima Qiana, dziecko w rzeczywistości było synem kupca Lü. Podsunął on Zichu brzemienną kobietę, która ukryła swój stan. Konkubina imieniem Zhaoju została żoną księcia Zichu i urodziła syna, który dostał na imię Zheng. Współcześni historycy przypuszczają, że informacja o tym, iż był to bękart, miała na celu skompromitowanie późniejszego pierwszego cesarza Chin
W 50. roku swego panowania dziadek Zichu, Zhaoxiang wysłał armię na Handan. W państwie Zhao podjęto decyzję o zgładzeniu zakładnika z Qinu. Zichu z pomocą Lü Buweia zdołał jednak przekupić straże i zbiec do Xianyangu. Zapewne później dołączyła do niego rodzina. 
Sześć lat później, w 250 r. p.n.e. Zhaoxiang zmarł po wieloletnim panowaniu. Tron objął An Guoju, który przyjął imię Xiaowen. Panował zaledwie rok, a jego miejsce następnie zajął Zichu, który na tronie przyjął imię Zhuangxiang. W międzyczasie, z państwa Zhao odesłano jego żonę i syna, a do Qinu przybył także Lü Buwei, który został doradcą i kanclerzem nowego władcy, a także przyjął tytuł Wenxing Hou (Książę Wenxing) i objął panowanie nad ziemiami Luoyangu. 
W 247 r. p.n.e. Zhuangxiang niespodziewanie zmarł w kwiecie wieku. Według wersji tradycyjnej usunął go, podobnie jak Xiaowanga, Lü Buwei, żeby zrobić miejsce na tronie dla rzekomego następcy tronu i syna Zhuangxianga – Zhenga, który w rzeczywistości był jego synem.